# 조선문인보국회
조선문인보국회(朝鮮文人報國會)는 일제강점기의 말기의 문학 단체이다. 황도문학 수립을 목표로 내세워 친일성이 뚜렷하다.

## 개요
일제 강점기 말기인 1943년 4월에 기존의 대형 문인 단체인 조선문인협회를 비롯하여 각종 문인 단체를 통합하여 결성한 단체이다. 목표는 '조선에 세계 최고의 황도문학을 수립한다'는 것이었다.
태평양 전쟁을 후방에서 지원하고 국민총력 운동과 문학을 전면적으로 결합하여, "조선 문학자의 총력을 대동아전쟁의 목적에 결집하고 황도 세계관을 현현하는 일본문학을 수립"하는 것을 목적으로 삼았다. 사무실을 국민총력조선연맹 선전부 문화과에 두어 국민총력조선연명과는 밀접한 관계에 있었다.
주요 활동은 각지의 일본군을 위문하는 것과, 연설회 개최를 통하여 징병과 징용 동원을 선전하는 것이었다. 1945년 8월 1일에도 조선국민의용대 출범을 기념하는 행사를 여는 등 활발히 활동하다가, 8월 15일에 태평양 전쟁이 종전되면서 해체되었다.

## 주요 활동
- 1943년 4월 : 단체 창립
- 1943년 5원 : 조선문인보국회 결성문예전 개최
- 1943년 5월 : '해군을 찬양하는 시낭독회' 개최
- 1943년 8월 : 징병제 실시 감사를 위한 '낭독과 연극의 밤' 개최
- 1943년 10월 : 결전 소설과 희곡 현상공모
- 1943년 11월 : 학도병 출진을 격려하는 강연대회 개최
- 1944년 4월 : 증산 현장에 소속 작가 파견
- 1944년 6월 : '결전태세 문학자 총궐기대회' 개최
- 1944년 8월 : '적국 항복 문인대강연회' 개최
- 1944년 11월 : 국민총력조선연맹이 파견하는 위문대에 소속 작가 4명 참가 결정
- 1945년 5월 : '낭독 문학의 밤' 개최
- 1945년 8월 : 조선국민의용대 진발 기념 '문예와 음악의 밤' 개최

## 같이 보기
- 국민총력조선연맹

## 참고자료
- 친일인명사전편찬위원회 (2004년 12월 27일). 《일제협력단체사전 - 국내 중앙편》. 서울: 민족문제연구소. 746~748쪽쪽. ISBN 978-89-953307-2-2.